# Zemianske Kostoľany
Zemianske Kostoľany (allemand : Edl-Kostolany, hongrois : Nemeskosztolány) est un village de Slovaquie situé dans la région de Trenčín.

## Histoire
La première mention écrite du village date de 1331.

## Démographie

### Évolution de la population
| Année:               | 1994. | 2004.   | 2014.   | 2024.   |
| -------------------- | ----- | ------- | ------- | ------- |
| Nombre de personnes: | 1656  | 1683    | 1741    | 1699    |
| Différence:          |       | +1,63 % | +3,44 % | -2,41 % |

| Année:               | 2023. | 2024.   |
| -------------------- | ----- | ------- |
| Nombre de personnes: | 1724  | 1699    |
| Différence:          |       | -1,45 % |